# Bandera de El Masnou
La bandera oficial de El Masnou (Barcelona) tiene la siguiente descripción:
Bandera apaisada, de proporciones dos de alto por tres de largo, tricolor horizontal blanco, azul oscuro y amarillo.
Los colores de la bandera se extrajeron del escudo heráldico de la villa: el blanco, el azul oscuro y el amarillo que, además, representan el aire, el mar y la arena, respectivamente.
Fue aprobada de forma inicial por el Pleno del Ayuntamiento de El Masnou el 19 de septiembre de 2002, y de forma definitiva el 18 de octubre de 2007. Posteriormente, fue publicada en el Diario Oficial de la Generalitat del 9 de diciembre de 2008.